# Calvin (Virginia Occidental)
Calvin es un área no incorporada ubicada dentro del Distrito Beaver, una división civil menor del condado de Nicholas (Virginia Occidental), Estados Unidos. Está catalogada como un asentamiento humano por la Junta de Nombres Geográficos de los Estados Unidos.
El número de identificación (ID) asignado por el Servicio Geológico de Estados Unidos es 1550587.

## Geografía
Se encuentra a una altitud de 686 metros sobre el nivel del mar (2251 pies) según el conjunto de datos de elevación nacional.